# Adios Maria
Adios Maria ist ein deutschsprachiger Schlager des Sängers Freddy Quinn mit Musik von Joachim Heider und Text von Michael Kunze, der 1982 veröffentlicht wurde.

## Text
Freddy Quinn singt zu Maria, dass „dein Blick deine Traurigkeit genommen“ und „dein Lächeln die Angst in mir besiegt hat“. „Niemand hat mich ehrlicher geliebt als du.“ „Adios Maria, ich werd’ an dich denken.“ Ihre Zärtlichkeit gab „ihm die Freiheit wieder“, ihre „Fragen löschen alle Lügen aus“, ihre Wärme „schützte ihn vor dem Erfrieren“. „Du bist offen und gut, du kennst nicht die Gefahr.“ „Adios, Maria, du bist frei geboren. Und im Sog der Großstadt voll Lärm und Lüge wärst du verloren.“

## Veröffentlichung
1982 veröffentlichte Freddy Quinn das Lied als Single im Musiklabel Polydor (Nummer: 2042 422). Auf der B-Seite befand sich das Lied Da war ein Glanz in seinen Augen, das Quinn komponiert hatte. Der Arrangeur beider Stücke war Tibor Levay, der Text von Adios Maria stammte von Michael Kunze und der Text von Da war ein Glanz in seinen Augen von Curt Weiner. Das phonographische Copyright lag bei der Deutschen Grammophon GmbH und der Produzent war Joachim Heider. Die Veröffentlichung geschah unter der Rechtegesellschaft Gesellschaft für musikalische Aufführungs- und mechanische Vervielfältigungsrechte.
Im selben Jahr wurde das Stück auf Quinns 39. Studioalbum veröffentlicht, das den Namen Und darum bin ich heute wieder hier trug. Es erschien auf Kompaktkassette (Nummer: 2372 142) und Schallplatte (Nummber: 3151 142) in Deutschland, ebenfalls im Label Polydor. 2017 wurde dieses Album mit vier Bonusstücken unter dem ähnlichen Albumtitel …Und darum bin ich heute wieder hier auf Compact Disc in den Labels Polydor und Electrola (Nummer bei beiden Labels: 06025 57777352) im Rahmen der Serie Originale wiederveröffentlicht. Weiters war das Album Teil der Album-Box 2, die 2017 im Label Electrola in derselben Serie erschien. Die weiteren Alben waren Vorhang auf!, Tennessee Saturday Night, It’s Country Time und Country – Get Me Back to Tennessee sowie 16 Bonustitel.
Kompilationsalben, auf denen Adios Maria vorhanden war, sind Wie wir ihn lieben – Folge 1, das aus vier Compact Discs bestand und 2001 von Shop24Direct (Nummer: 109 316-2) veröffentlicht wurde, sowie die Polydor-Alben Mit seinen größten Erfolgen (Schallplatte, 815 459-1) und Mit seinen größten Erfolgen – Von „Heimweh“ bis heute (Kompaktkassette, 815 459-4)